# 锦标赛排序
锦标赛排序（英語：tournament sorting）是一种排序算法。它优化了传统的选择排序，不是按顺序选择下一个排序的元素，而是选择优先队列。在传统选择排序中，从n个元素中选取下一个要排序的元素花费的时间复杂度为O(n)，而在锦标赛排序中，在花费O(n)的时间初始化优先队列之后，每次选取一个元素只要O(log n)。